# Hard Rock Hallelujah
A Hard Rock Hallelujah a finn Lordi nevű heavy metal együttes dala, amely Finnországot képviselve nyert a 2006-os Eurovíziós Dalfesztiválon. A dal, a 2006-os albumon, a The Arockalypse című nagylemezen található, valamint kislemez formájában is kiadták.

## Az Eurovíziós Dalfesztivál
A dal a 2006. március 10-én megrendezett finn nemzeti döntőn nyerte el az indulás jogát.
A dalt először a május 18-i elődöntőben adták elő, a fellépési sorrendben tizenhatodikként, az ukrán Tyina Karol Show Me Your Love című dala után, és a holland Treble együttes Amambanda című dala előtt. A szavazás során 292 pontot kapott, ami az első helyet érte a huszonhárom fős mezőnyben, így továbbjutott a döntőbe. A 2004-ben bevezetett elődöntők során először sikerült ez Finnországnak.
A május 20-i döntőben a fellépési sorrendben tizenhetedikként adták elő, a görög Anna Vissi Everything című dala után, és az ukrán Tyina Karol Show Me Your Love című dala előtt. A szavazás során ezúttal is 292 pontot kapott, ami az első helyet érte a huszonnégy fős mezőnyben. Ez volt Finnország első győzelme. Az 1961-ben debütáló ország rekordnak számító negyvenöt évet várt erre, korábban az 1973-ban elért hatodik hely volt a legjobb eredményük.
A következő finn induló Hanna Pakarinen Leave Me Alone című dala volt a hazai rendezésű 2007-es Eurovíziós Dalfesztiválon.
A következő győztes a szerb Marija Šerifović Molitva című dala volt.

## Slágerlistás helyezések
| Slágerlisták (2006) | Lh.* |
| ------------------- | ---- |
| Ausztria            | 2    |
| Belgium Flandria    | 2    |
| Belgium Vallónia    | 21   |
| Egyesült Királyság  | 25   |
| Finnország          | 1    |
| Hollandia           | 27   |
| Németország         | 5    |
| Norvégia            | 9    |
| Svájc               | 5    |
| Svédország          | 8    |

*Lh. = Legjobb helyezés.

## Közreműködött
- Mr. Lordi: ének
- Amen: gitár
- Ox: basszusgitár
- Kita: dobok
- Awa: billentyű

## A kislemez tartalma
- 1. Hard Rock Hallelujah
- 2. Mr. Killjoy

## Külső hivatkozások
- A Lordi együttes weboldala Archiválva 2011. február 25-i dátummal a Wayback Machine-ben
- A dal szövege
- YouTube videó: A Hard Rock Hallelujah című dal előadása az athéni döntőben